# フィンランドの医療

フィンランドの人口ピラミッド

フィンランドの医療（Healthcare in Finland）では、ユニバーサルヘルスケアおよび健康づくりが達成されており、高度に分散化された3レベルの公費負担医療制度が存在し、それと並立して小さなプライベート医療が存在する。フィンランドはノルディックモデルの高負担高福祉国家であり、医療制度に対しての責務はカンタ（kanta、基礎的自治体、市町村）にある。医療政策は中央政府の社会福祉保健省が所管しているが、市民への医療提供責務は地方自治体にある。
欧州委員会による2000年の調査によれば、フィンランドの医療の質は良好とされる。フィンランドでは自国の病院医療制度に満足している人の割合がEUで最も高く、EU平均の41.3%に対して、フィンランド人においては88%であった。一人あたりの保健支出は公私合わせて3442米ドルであり、OECD平均とほぼ同額である。16カ国と比較した2008年のSwedish Association of Local Authorities and Regionsによれば、フィンランドは最も少ない医療資源にて平均並みの結果を達成しており、研究ではフィンランドの公的医療は最も効率的なサービス提供者であるとされた。
フィンランドは平均寿命が延びる一方で、出生率低下と高齢化が進んでおり、急激な人口高齢化による保健・福祉財源の減少が予想されるために、医療制度改革を行っている。2025年にはフィンランドの高齢化率は、EU圏内で最も高くなると試算されている。

## 保健状態

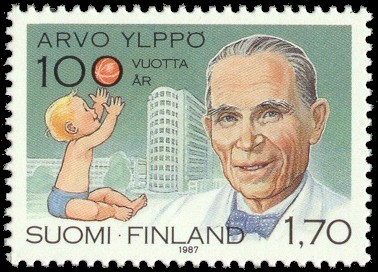
乳児死亡率を劇的に減少させたアルヴォ・ユルッポ医師の切手(1987年)

G20各国の人口10万人あたり標準化自殺率

健康政策では疾病予防に重点が置かれており、感染症撲滅および市民の健康改善を達成した。保健課題には、手術待機リストの短縮、一部自治体でのスタッフ不足、高齢化に伴う医療費増大、医療技術高度化による医療費増大がある。
平均寿命は女性で84歳、男性で78歳である。1970年では世界で最も心臓病での死亡率が高い国だったが、フィンランドダイエットと運動が功を奏した。フィンランドは先進国中では喫煙率が低く、男性で19.1%、女性で13.2%である。健康問題は他の先進国に似ており、循環器疾患が死因の約半分を占め、2番目は癌である。
人口1000人あたりの医師数は3.0人であり(2013年)、これは北欧諸国で最も少ない数字である。それは看護師が医師診察の代替として重要な役割を担っているためとされ、人口1000人当たりの看護師数は14.1人であった。
フィンランドはとりわけ専門医療、疾病スクリーニング、予防接種が発達しているとされる。乳がん検診プログラムが整備されており、50～69歳女性の84%が検診を受けている。小児のワクチン接種率は非常に高く、2歳以下幼児の99%が百日咳および麻疹の接種を受けている。

### リスクファクター
フィンランドは通常よりも高い自殺率の問題がある。最近は数字が下落しているものの、過去に何度も世界自殺統計のトップであった。それにもかかわらず、最近の2008年には、自殺は全死亡の2%(男性での3%・女性で1%)を占めた。
酒の販売は公営企業による専売制となっている。住民のアルコールの年間総消費量は、週末のパーティーでの過度の飲酒は共通しているものの、他のヨーロッパ諸国より低い。しかし酔いはフィンランドの飲酒習慣の中心的な特性である。生産年齢人口では、アルコール消費によって引き起こされる病気や事故は、死亡の最大の原因として冠動脈疾患を上回っている。

## 医療制度

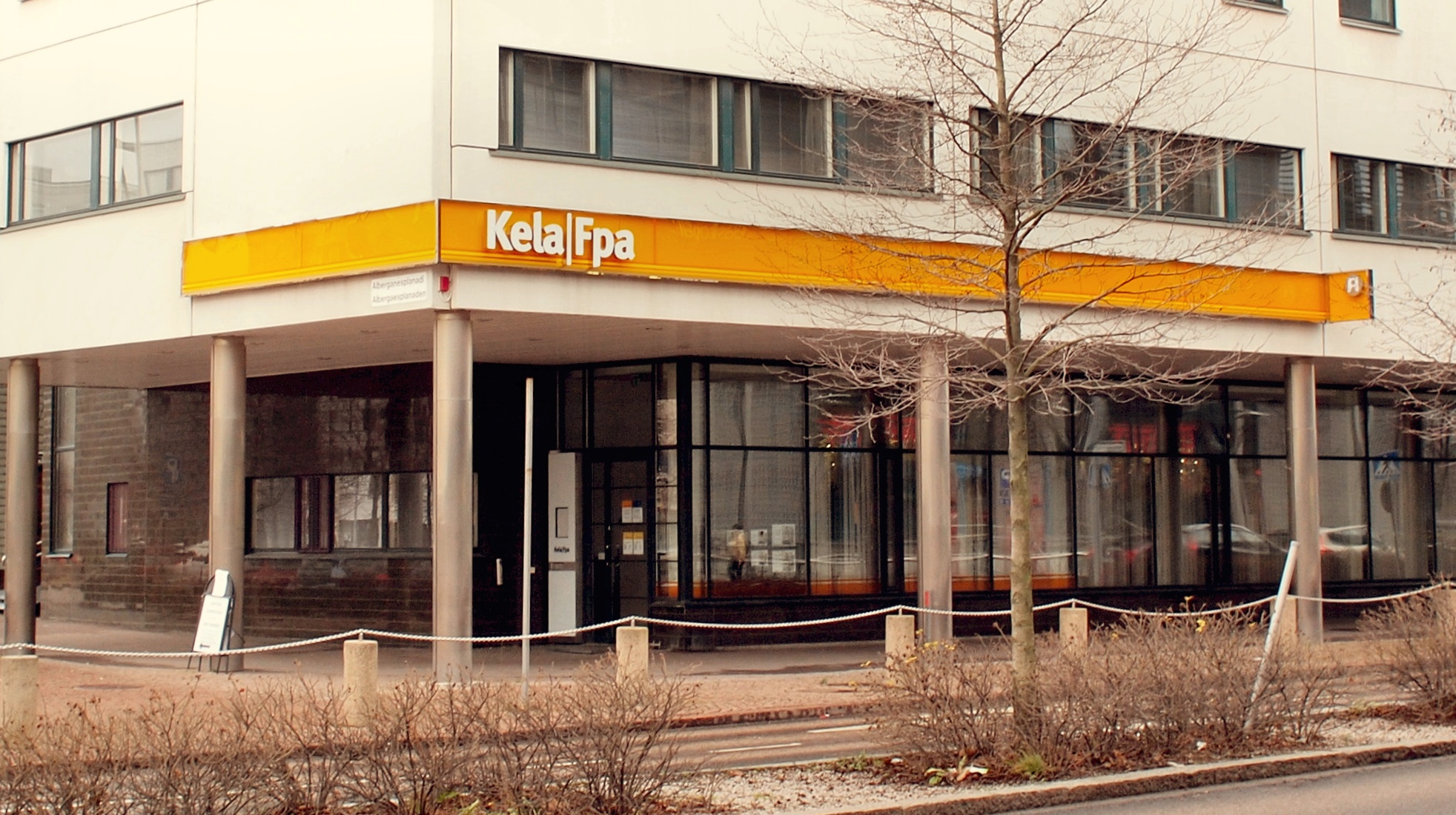
社会保険機構(KELA)のエスポー市事務所

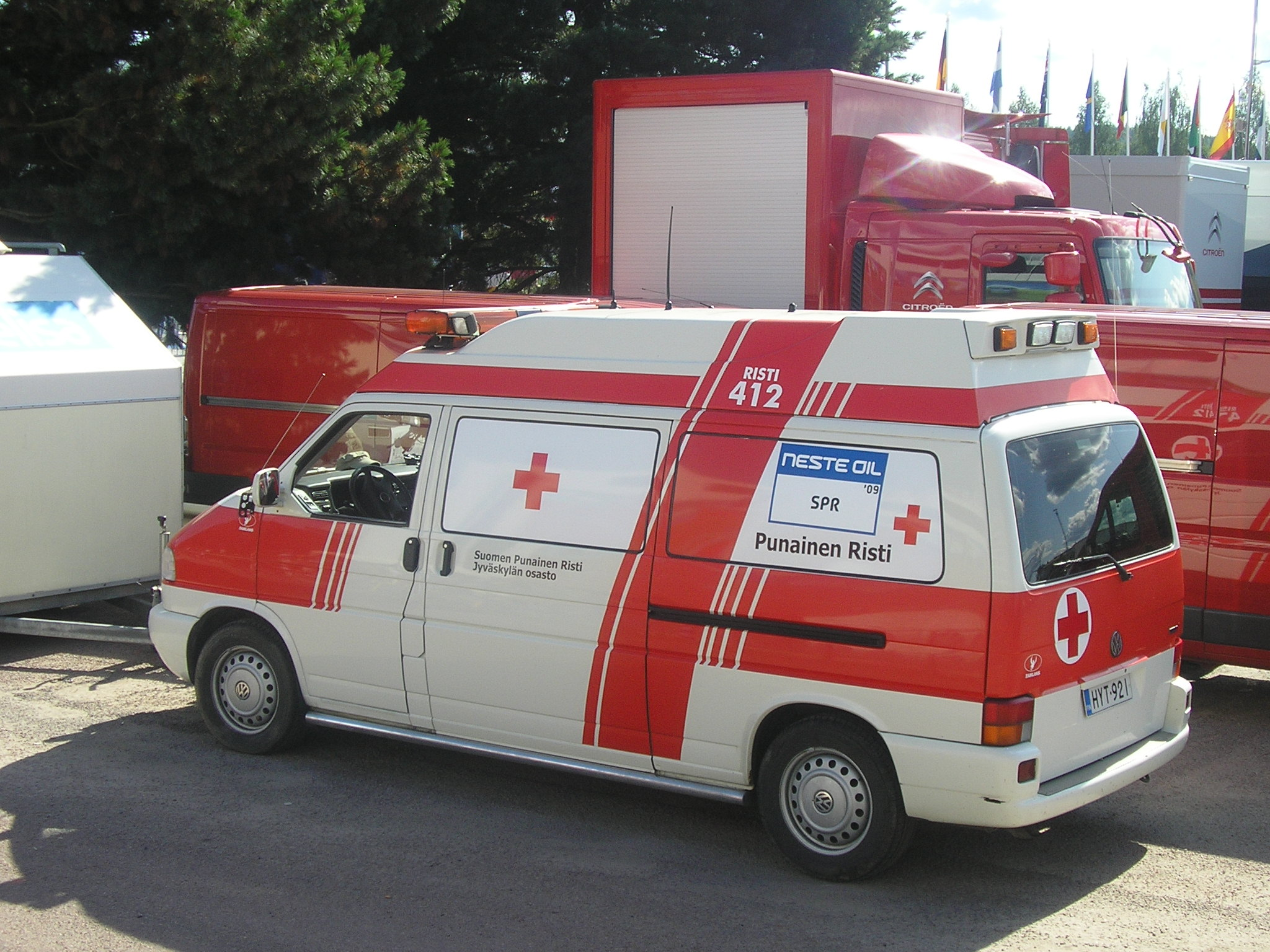
救急車

フィンランドには法定の国民健康保険制度があり、社会保険機構(KELA, Kansaneläkelaitos)によって運営され全国民に適用されている。KELAの地方事務所は国内におよそ260ヶ所存在し、その業務は家庭福祉、国民健康保険、リハビリテーション、基本的な失業給付、住宅給付、奨学金および年金給付などに渡る。
国民健康保険には、雇用主が賃金の1.69%、雇用者が賃金の1.50%を拠出する。
加えてフィンランドでは民間非営利の医療保険も存在するが、それは補助的なものであり、たいていは国民医療保険の自己負担部の補助にとどまる。

### プライマリケア
自治体には保健センターを運営する責務を負っており、センターに勤務する総合診療医(GP)、保健士、歯科医によってプライマリケアが提供される。GPの住民受け持ちは、医師一人あたり約307人ほど。
保健センターの業務には以下が挙げられる。
- 地域における、予防、健康づくり（出生前ケア、児童ケア、学校保健も含む）
- GPサービス
- 歯科ケア
- GPによる病床サービス（人口1000人あたり4.4の病床）
- 家庭看護
- 精神看護ケア
- リハビリテーション
- 救急サービス
- 産業保健
- 学校保健ケア

なお医薬品の販売はおよそ800のライセンスを得た薬局に制限されている。

### 自己負担
医療費はKELAによる償還払いであり、払い戻し割合は民間医療機関ではドクターフィーの60%、薬剤費の10ユーロを超える部分の50%、救急搬送費の9.25ユーロを超える部分、歯科医療の60%。
保険の償還対象となるのは、外来処方薬、民間医療機関、医療機関への交通費、傷病産休保障、リハビリサービスなどの費用である。また、雇用主から提供される補助的医療の費用も部分的に償還されるが、それは状況によりけりである。
プライマリケアおよび訪問医療における自己負担額は、上限が13.70ユーロ(2010年)であり、その額は自治体ごとに様々である。病院の場合は、外来診療は一回上限22ユーロ、入院患者は一日上限26ユーロ。
長期疾病となった場合には、支出の大部分を医療費が占める可能性がある。そのため、現在のシステムは低収入者に対して医療サービスへのアクセス不平等をまねくという議論がある。

## 財源
| 社会福祉および医療 | 48% |
| 教育・文化         | 24% |
| その他運営支出     | 14% |
| 投資性支出         | 9%  |
| 債務返済           | 3%  |
| その他             | 2%  |

医療制度の財源は、主に地方税と国民健康保険の二つである。
地域のプライマリヘルスケアは、主に地方税によって運営されている。税率は、個人所得税については16～23%の範囲で市町村に決定権がある（2005年は平均18.3%）。フィンランドの市町村数は400ほどで、平均人口は12,000人ほどであり、その地域の人口分布により税収だけでは十分な公衆サービスを提供できない場合、患者自己負担や州補助金も課すことがある。
またフィンランドには法定の国民健康保険基金が存在し、これは私的医療、追加的医療、外来投薬、傷病手当にも出資している。
市町村は、プライマリ保健センターおよび地域病院および二次医療に対して出資している。市町村は医療の提供者および購入者を兼ねるあるため、費用対効果が十分ではないとされている。地域病院や大学病院は、その県の自治体が共同で出資しており、包括払い制度で運営されていることが多い。
市町村レベルでは、医療に一人あたり1,300ユーロを歳出しており(2005年)、これは自治体予算の25%を占めている。公費負担率は2009年には74.7%であり、これはOECD平均の71.7%よりも多少多いとされるが、他の北欧諸国（デンマーク、アイスランド、ノルウェー、スウェーデン）などと比べると公費負担率は低く、それらは80%以上である。フィンランドの総医療費支出が低いことを説明するひとつの説は、医療従事者(とくに看護師)の給与が低く抑えられていることによるとされる。

## 健康情報学

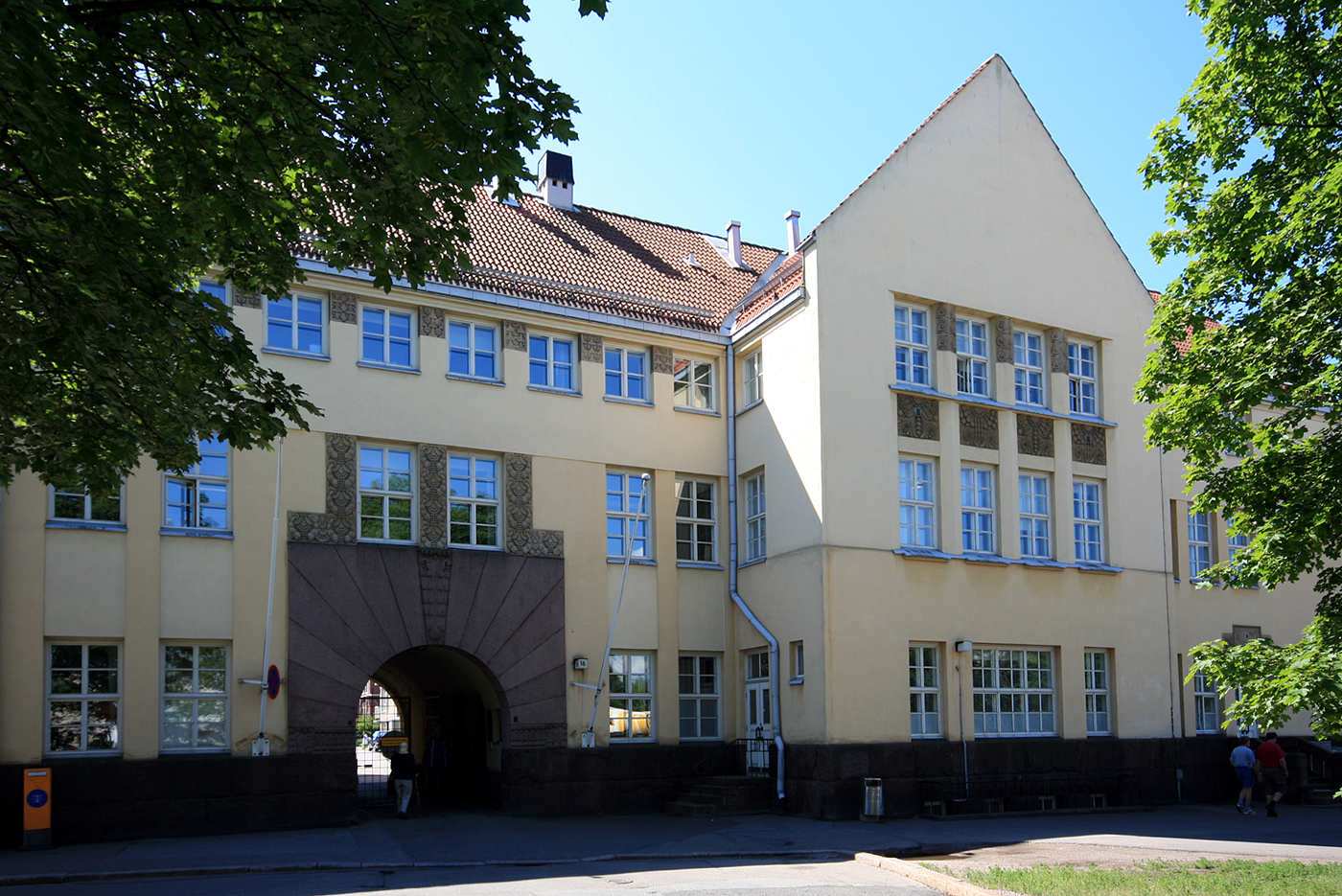
ヘルシンキのMaria病院

フィンランドは国民総背番号制を導入している。電子カルテシステムは、2007年にはほぼ全ての医療機関に整備された。健康情報システムが大規模に発展しており、国家レベルで指揮することなく非中央集権的に浸透している。その結果として、健康情報システムが異なる組織間で相互接続できないという問題に直面しており、情報交換が課題となっている。そのため国家レベルで共通化された情報交換システムを、患者と病院が参加可能なインターネット上に構築する努力が進んでいる。
医療技術評価（HTA）においては、フィンランド保健技術調査局(The Finnish Office for Health Technology Assessment, FinOHTA)が保健福祉省配下の1独立機関として1995年に設立されており、上位レベルの意思決定を支援する科学的基準情報をまとめることを責務とする。そのデータはすべての医療関係者、政治家、一般市民がアクセス可能である。また外国で発表されたHTA研究評価基準について、それをフィンランド基準で評価することも責務の一つである。FinOHTAはInternational Network of Agencies for Health Technology Assessment(INAHTA)およびEuropean Network for Health Technology Assessment(EUnetHTA)のメンバーでもある。